# Hyporatasa allotriella
Hyporatasa allotriella är en fjärilsart som beskrevs av Herrich-Schäffer 1855. Hyporatasa allotriella ingår i släktet Hyporatasa och familjen mott. Inga underarter finns listade i Catalogue of Life.